# Каркастільйо
Каркастільйо (ісп. Carcastillo) — муніципалітет в Іспанії, у складі автономної спільноти Наварра. Населення — 2617 осіб (2009).
Муніципалітет розташований на відстані близько 290 км на північний схід від Мадрида, 50 км на південь від Памплони.
На території муніципалітету розташовані такі населені пункти: (дані про населення за 2009 рік)
- Каркастільйо: 2178 осіб
- Фігароль: 419 осіб
- Ла-Оліва: 20 осіб

## Демографія
Динаміка населення (INE ):

## Галерея зображень

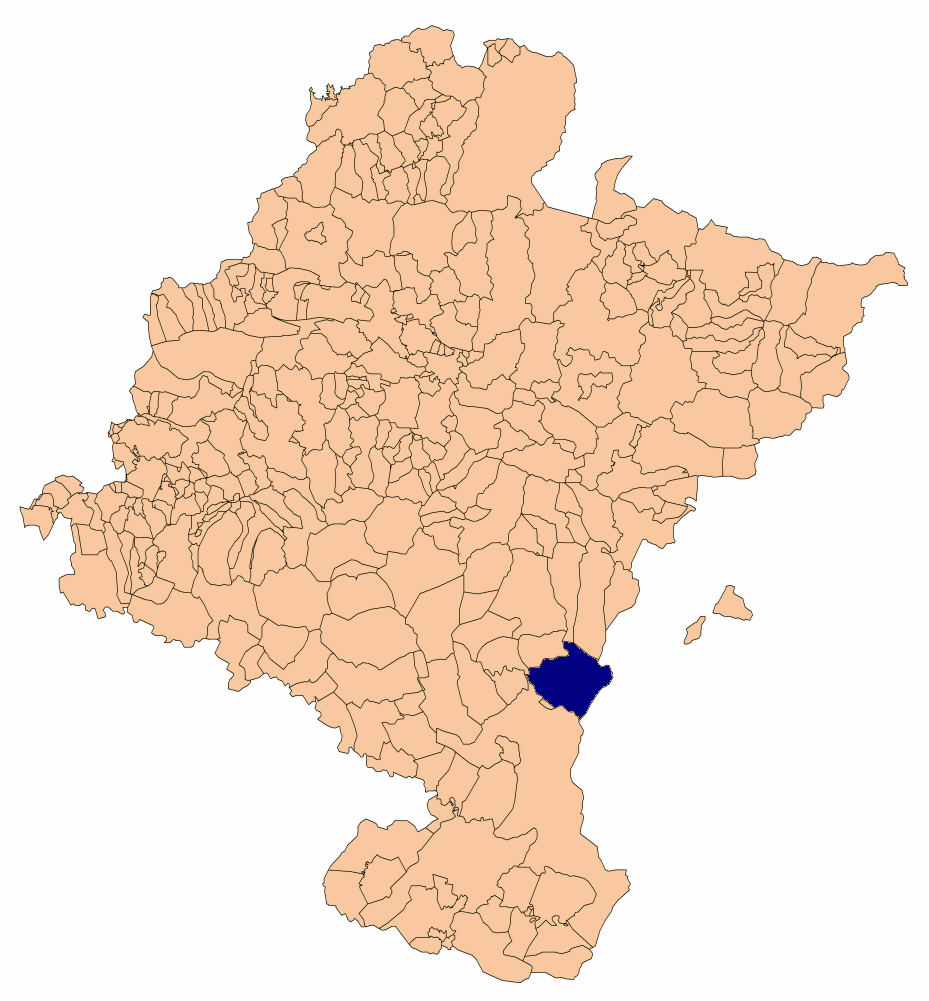
Розташування муніципалітету